# يو سونغ وون
يو سونغ وون (ولد في ؟ ومات في 1456) كان عالماً ومسؤولاً في بداية عهد سلالة جوسون وأحد الوزراء الستة الشهداء الذين حاولوا إعادة الملك دانجونغ إلى الحكم.

## حياته
ولد يو سونغ وون لعائلة من اليانغبان من عشيرة منهوا يو لكن تاريخ ولادته غير معروف. اجتاز يو اختبار غواغو الأصغر في 1444 والأعلى في 1447. بعد ذلك عينه الملك سيجونغ في قاعة المستحقين. كان يو ضمن القائمين على أول نسخة من مجموعات الوصفات الطبية المصنفة (醫方類聚 / يو بانغ يو تشوي) مع بقية أفراد قاعة المستحقين.
في 1455 قام الأمير سيانغ بعزل ابن أخيه الملك دانجونغ وصعد إلى العرش وتسمى باسم الملك سيجو. شارك يو مع بعض المسؤولين في مخطط للانقلاب على الملك سيجو وعزله وإعادة الملك دانجونغ لكن الخطة كشفت بعد خيانة كم جل. انتحر يو بعد اكتشاف الخطة. يقع قبر يو في حديقة سايكشن في نوريانغجن دونغ في حي دونغجاك في سول، حيث نقل القبر إلى هناك في عقد 1970.